# Trận Minden
Trận đánh Minden là trận xảy ra ở miền Bắc Đức vào ngày 1 tháng 8 năm 1759 trong cuộc Chiến tranh Bảy năm. 42.500 quân Phổ – Hanover – Anh do Vương công Ferdinand xứ Brunswick thống lĩnh, với 170 khẩu đại pháo, đã đánh tan tác 54.000 quân Pháp (với 162 khẩu đại pháo) do Thống chế de Broglie chỉ huy. Vương công Ferdinand là một trong những cận tướng của vua Friedrich II Đại Đế nước Phổ. Quân Pháp tháo chạy, và họ chỉ có thể rút quân an toàn do viên chỉ huy Kỵ binh Anh là Huân tước Sackville thiếu kinh nghiệm và không biết nghe lệnh. Sau chiến thắng, Vương công Ferdinand truy kích quân Pháp gần đến sông Rhine. Trận Minden là một trận đánh được biết đến nhiều trong cuộc Chiến tranh Bảy Năm.
Khi hay tin về chiến thắng lừng lẫy này của đạo quân Phổ ở miền Tây, vua Friedrich II Đại Đế vui sướng và trở nên càng có chí khí hơn. Nhưng trong khi an toàn trên mặt trận phía Tây thì ông phải chịu nhiều khó khăn trên mặt trận chống liên quân Đế quốc Nga - Áo - Thụy Điển.